# بئاتریس ریکو
بئاتریس ریکو (اسپانیایی: Beatriz Rico‎؛ زادهٔ ۲۵ فوریهٔ ۱۹۷۰) بازیگر، مجری تلویزیون و خواننده اهل اسپانیا است.
از فیلم‌ها یا برنامه‌های تلویزیونی که وی در آن نقش داشته است، می‌توان به کاروسل حوالی ۱۹۵۰، دل دیوانه، پیامد، سرقت در ساعت ۳... و نیم، استانبول زیر بال‌هایم، یک گام به پیش، نجیب و بدجنس و قبیله اشاره کرد.